# Saarland ved sommer-OL 1952
Saarland under Sommer-OL 1952. 36 sportudøvere fra Saarland deltog i ni sportsgrene under Sommer-OL 1952 i Helsingfors. Saarland, som blev adskilt fra Tyskland af Frankrig efter anden Verdenskrig, deltog for første og eneste gang med et separat hold i et OL. De vandt ikke nogen medaljer.

## Medaljeoversigt
| 1952 Helsingfors | Guld | Sølv | Bronze | Total |
| Saarland         | 0    | 0    | 0      | 0     |